# Mivinjeni
Mivinjeni è una circoscrizione urbana (urban ward) della Tanzania situata nel distretto urbano di Iringa, regione di Iringa. Conta una popolazione di 4 780 abitanti (censimento 2012).